# Aeroport Internacional de Corisco
Laeroport internacional de Corisco (codi IATA: OCS) és un aeroport que serveix l'illa de Corisco a la província Litoral, a Guinea Equatorial. Fou obert al públic el gener de 2011.
L'aeroport es troba a 26 milles nàutiques al nord del VOR-DME de Libreville (ident: LV).